# Mi noche triste (película de 1952)
Mi noche triste  es una película de Argentina en blanco y negro dirigida por Lucas Demare según su propio guion inspirado en el tango homónimo de Pascual Contursi y Francisco García Jiménez que se estrenó el 3 de enero de 1952 y que tuvo como protagonistas a Jorge Salcedo, Diana Maggi, María Esther Gamas, Blanca del Prado y Jacinto Herrera.